# Rien van der Velde
Rink (Rien) van der Velde (Nagele, 21 februari 1957) is een Nederlands politicus.
Van der Velde is sinds 2006 werkzaam als docent aan de Hogeschool Van Hall Larenstein en is mede-eigenaar van een scholingsbedrijf. Van 2010 tot 2022 zat hij namens de PvdA in de gemeenteraad van Noordoostpolder waar hij fractievoorzitter was, ook in de periode dat PvdA en GroenLinks als combinatielijst meededen. Op 25 oktober 2016 werd hij voor de duur van zestien weken geïnstalleerd als lid van de Tweede Kamer als vervanger van Sjoera Dikkers, die met ziekteverlof ging. Op 14 december 2016 werd hij benoemd in de vacature die ontstond door het vertrek van Diederik Samsom. Sinds de waterschapsverkiezingen 2023 is Van der Velde lid van het algemeen bestuur van waterschap Zuiderzeeland namens de partij Water, Wonen en Natuur.
- Parlement.com: vk8lassbvqpz